# Sinantherina socialis
Sinantherina socialis är en hjuldjursart som först beskrevs av Carl von Linné 1758.  Sinantherina socialis ingår i släktet Sinantherina och familjen Flosculariidae. Arten är reproducerande i Sverige. Inga underarter finns listade i Catalogue of Life.